# Europavej E16
E16 er en europavej der begynder i Londonderry i Nordirland og ender i Gävle i Sverige. Undervejs går den blandt andet gennem Belfast ...(færge)... Glasgow, Edinburgh ...(tidligere via færge)... Bergen, Voss, gennem Gudvangatunnelen, Lærdal, via Lærdalstunnelen, Fagernes, Hønefoss, Gardermoen, Kongsvinger og Falun. E16 er hovedvejen mellem Norges to største byer Oslo og Bergen, og kører via det eneste bjergpas i Norge som sjældent er lukket på grund af vejrlig.